# Samuel Horowitz

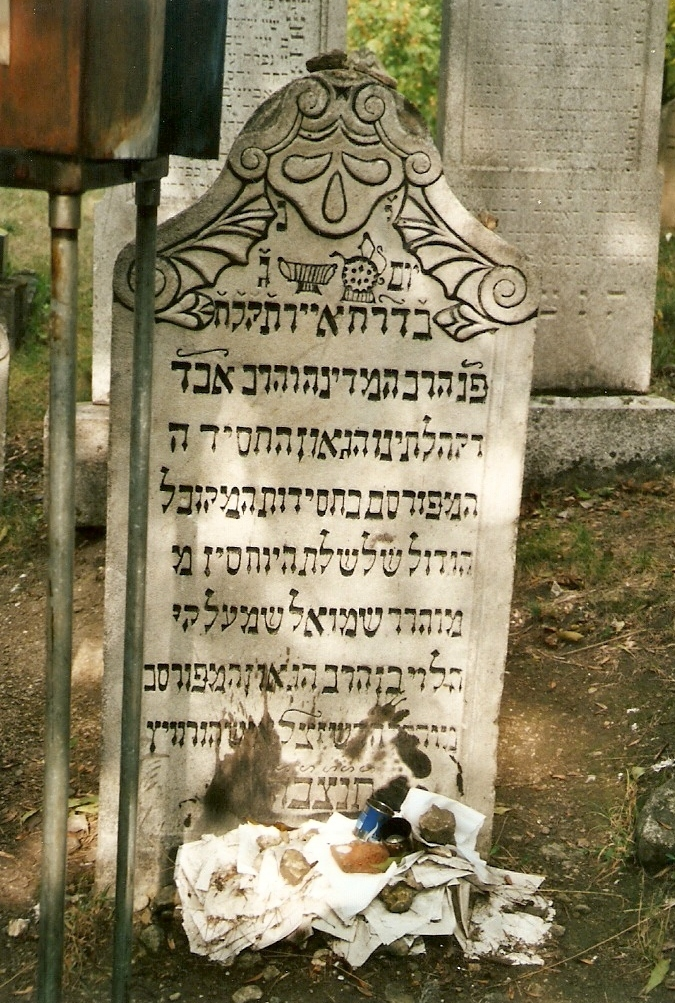
Der Grabstein des Samuel Horowitz in Nikolsburg

Samuel Schmelke Horowitz von Nikolsburg (* 1726 in Czortków (heute Oblast Ternopil, Ukraine); † 28. April 1778 in Nikolsburg) war ein chassidischer Rabbiner und Kabbalist.

## Leben
Samuel Horowitz war der ältere Bruder von Pinchas Horowitz, und in ihrer Jugend gehörten beide zum Schülerkreis von Rabbi Dow Bär von Mesritsch. Samuel amtierte als Rabbiner zunächst in polnischen und galizischen Gemeinden: 1754 wurde er nach Ryczwal (Ryczywół in der Gmina Kozienice in Masowien) berufen und 1766 nach Sieniawa. Von 1773 bis zu seinem Tode amtierte er in der mährischen Stadt Nikolsburg, zuerst als Vorsitzender des jüdischen Gerichtshofes und nachher als Rabbiner von Mähren.
Letztere Ernennung führte unter den Gemeindemitgliedern zu heftiger Opposition, doch Kaiserin Maria Theresia bestätigte ihn aufgrund seines chassidischen Lebenswandels und seiner Kenntnisse des orthodoxen Judentums in seinem Amt, und zwar trotz fehlender Deutschkenntnisse und obwohl er die Gesetze des Landes nicht kannte.
Samuel Horowitz gilt als ein Pionier des Chassidismus. Obwohl in chassidischen Legenden über ihn zahlreiche Wundererzählungen überliefert sind, übernahm er nicht die vollständige Lehre des Chassidismus im Sinne dessen Gründers Baal Schem Tow. Er umgab sich zwar mit einem Kreis von jungen Schülern und lehrte sie die Grundsätze des Chassidismus, lebte jedoch als Asketiker zu Hause und pflegte einen distanzierten Umgang mit Menschen. Aus seinen Lehren und Schriften spricht ein Protest gegen die oberflächliche und leichtfertige Lebensweise, die – seiner Meinung nach – bei der Mehrzahl der damals lebenden Chassidim üblich war.

## Werke (Auswahl)
Zu seinen Werken gehören Diwre Shmu'el („Worte des Samuel“), mit homiletischen und kabbalistischen Kommentaren sowie Novellen zum Talmudtraktat Bava batra, sowie Nesir ha-Schem („Der Nasiräer von Gott“), mit Novellen zum Schulchan Aruch. Im Laufe einer damaligen Kontroverse über den Chassidismus bat Samuel Horowitz die Rabbiner von Brody, sich gegen den Bann zu stellen, welchen der Gaon von Wilna über den Chassidismus verhängt hatte, und bestritt dabei Anschuldigungen, dass die Anhänger des Chassidismus die jüdische Tradition missachten würden.